# Adeu, estimats haters
Adeu, estimats haters (polonès: Prawy chlopak, títol internacional en anglès: Polish Prayers) és una pel·lícula documental suïssopolonesa del 2022, la primera dirigida per Hanka Nobis. Ha estat subtitulada al català.

## Sinopsi
L'Antek, un jove polonès que ha interioritzat els valors de la religió catòlica i l'extrema dreta com el celibat, el nacionalisme i l'homofòbia, canvia la manera de veure el món quan s'enamora d'una noia i mira més enllà del que coneixia fins aleshores.

## Producció
El rodatge va tenir lloc a Breslau i va durar cinc anys, durant els quals la directora va seguir el protagonista per a recopilar-ne enregistraments. Les empreses productores a càrrec del film són First Hand Films GmbH, Offhand Films, HBO Max, ARTE i Mitteldeutscher Rundfunk.

## Distribució
Es va estrenar el novembre del 2022 al Festival Internacional de Cinema Documental d'Amsterdam, en la secció Luminous. El 15 de setembre del 2023, va entrar al catàleg polonès d'HBO Max. Més endavant, es va projectar a Barcelona com a part de la programació del festival Docs Barcelona.

## Crítica
L'articulista Muriel del Don de Cineuropa va elogiar la directora per la «valentia» i l'«elegància» que havia demostrat, i va qualificar Adeu, estimats haters d'una «obra potent, accidentada, relliscosa i intransigent». Segons Jędrzej Słodkowski de Gazeta Wyborcza, «Nobis va mirar el seu heroi amb ulls més que pacients». D'altra banda, Kamil Dachnij de Wirtualna Polska va reconèixer que la pel·lícula mostrava la guerra cultural vigent al país, però va retreure-li el ritme lent. En canvi, per a Sevara Pan de Modern Times Review, «la càmera segueix constantment l'Antek fins al punt que no pots evitar sentir-te atret pel curs dels esdeveniments. Malgrat la complexitat que presenta la seva trajectòria, la pel·lícula està determinada a detallar-la i mostrar-la a un públic ampli». Finalment, Agus Izquierdo de Núvol va escriure: «Polish Prayers representa un viatge carregat d’adrenalina però també de reflexió i, sobretot, esperança. […] És la història d’un descobriment (el món extern) i d’un autodescobriment (subjectiu); la filmació d’un acte lúcid de consciència, de trencament de valors tòxics imposats en la criança».